# Ilja Racek
Ilja Racek (Prága, 1930. június 24. – Prága, 2018. augusztus 2.) cseh színész.

## Fontosabb filmjei
- Tizennyolc évesek (Stříbrný vítr) (1956)
- Elveszett nyom (Ztracená stopa) (1956)
- Vágyak szárnyán (Touha) (1958)
- A próba folytatódik (Zkouška pokračuje) (1960)
- Üzenet az élőknek (Reportáž psaná na oprátce) (1962)
- A vadember halála (Tarzanova smrt) (1963)
- Ki ölte meg Jessyt? (Kdo chce zabít Jessii?) (1966)
- A nagy mesemondó titka (Tajemství velikého vypravěče) (1972)
- Egy forró nyár éjszakája (Kronika žhavého léta) (1973)
- A Merkur jegyében (Ve znamení Merkura) (1978, tv-sorozat, egy epizódban)
- Főúr, tűnés! (Vrchní, prchni!) (1981)
- Vámpír négy keréken (Upír z Feratu) (1982)
- Találkozás az árnyakkal (Schůzka se stíny) (1983)
- A borotvás gyilkos (Radikální řez) (1984)
- Arabela visszatér (Arabela se vrací) (1993, tv-sorozat, 17 epizódban)
- Iván Csonkin közkatona élete és különleges kalandjai (Život a neobyčejná dobrodružství vojáka Ivana Čonkina) (1994, hang)